# Tarasivka, Tomakivka
Tarasivka (în ucraineană Тарасівка) este un sat în comuna Zelenîi Hai din raionul Tomakivka, regiunea Dnipropetrovsk, Ucraina.

## Demografie
Componența lingvistică a localității Tarasivka
     Ucraineană (93,24%)
     Rusă (6,28%)
     Alte limbi (0,48%)
Conform recensământului din 2001, majoritatea populației localității Tarasivka era vorbitoare de ucraineană (93,24%), existând în minoritate și vorbitori de rusă (6,28%).